# 火の翼
『火の翼』（ひのつばさ）は1932年に日本で制作されたサイレント映画。新興キネマ製作。同年にアメリカで制作された『火の翼』とは全く別の作品である。本作品の公開日は五・一五事件発生当日である。

## スタッフ
- 監督 : 高見貞衛
- 脚本 : 山内英三
- 原作 : 加藤武雄
- 撮影 : 藤井清

## キャスト
- 三崎衣子 : 高津慶子
- 川村里子 : 近松里子
- 鎮郎 : 津村博
- 三崎浩三 : 松井満
- 秋子の姉 邦子 : 徳川良子
- 松田秋子 : 小東澄子
- 周蔵 : 大野三郎
- 社長 : 若葉馨
- 鶴子 : 久米順子
- 浩三の親友 : 生方一平